# ماغي وليامز
ماغي وليامز (بالإنجليزية: Maggie Williams)‏ هي مستشارة أمريكية، ولدت في 25 ديسمبر 1954 في كانساس سيتي في الولايات المتحدة.

## وصلات خارجية
- ماغي وليامز على موقع إن إن دي بي (الإنجليزية)